# Калин Володимир Іванович
Володимир Іванович Калин (19 вересня 1896, м. Львів — 14 січня 1923, м. Тернопіль) — український актор, режисер театру.

## Життєпис
Навчався в українській гімназії у Тернополі, Львівському університеті.
Виступав у трупі «Тернопільські театральні вечори» (1915—1917), «Молодому театрі» в Києві (1917—1919), «Новому Львівському театрі» у Тернополі (1919), 1-у театрі Української Республіки ім. Т. Шевченка та «Кийдрамте» (1920—1922).
Працював також балетмейстером.
Помер у Тернополі, де й похований на Микулинецькому цвинтарі.

## Ролі
Серед ролей:
- Семен («Дай серцю волю, заведе в неволю» Марка Кропивницького),
- Магістер («У пущі» Лесі Українки),
- Лейба, Ґонта («Гайдамаки», інсценізація Леся Курбаса за Т. Шевченком),
- Слуга («Едіп-цар» Софокла),
- Макбет («Макбет» В. Шекспіра),
- Земляника, Подкольосін («Ревізор», «Одруження» М. Гоголя).

## Режисура
На сцені «Нового Львівського театру» поставив вистави за п'єсами «Зимовий вечір» М. Старицького, «Молодість» М. Гальбе (роль Гоппе), «Сава Чалий» І. Карпенка-Карого.